# Sigma barion
Sigma barion ili sigma-čestica je barion iz obitelji subatomskih čestica hadrona, koji ima 2 kvarka iz prve generacije okusa (gornji i/ili donji kvark) i treći kvark iz generacija viših okusa (druga ili treća generacija), u kombinaciji u kojoj valna funkcija ne mijenja znak kada bilo koja dva okusa kvarka su zamijenjena. Oni su stoga barioni, s ukupnim izospinom 1, a mogu biti i neutralni ili imaju elementarni naboj od +2, +1, 0 ili −1. Oni su usko povezani s lambda barionima, koji se razlikuju samo u ponašanju valne funkcije pri izmjeni okusa.
Treći kvark stoga može biti ili strani kvark (simboli Σ+, Σ0, Σ−), čarobni kvark (simboli Σ++c, Σ+c, Σ0c), kvark ljepote ili dubinski kvark (simboli Σ+b, Σ0b, Σ−b) ili kvark istine ili vršni kvark (simboli Σ++t, Σ+t, Σ0t). Međutim, ne očekuje se da će se primijetiti gornji sigma barion, jer standardni model predviđa da će prosječni vijek gornjih kvarkova biti oko 5∙10-25 sekundi. To je oko 20 puta kraće od vremenskog raspona jake nuklearne sile, pa stoga ne stvara hadrone.

## Barioni
Barion (grč. βαρύς: težak + [elektr]on) je subatomska čestica polucijeloga spina, podvrsta hadrona (kao na primjer proton, neutron, lambda barion ili lambda-čestica, sigma barion ili sigma-čestica, ksi barion ili ksi-čestica, delta barion ili delta-čestica i omega barion ili 
omega-čestica). Barioni su fermioni na koje djeluje jaka nuklearna sila, ili drugim riječima hadroni polucjelobrojnog spina. To su su mješovite čestice sačinjene od 3 kvarka, za razliku od mezona, koji se sastoje od jednog kvarka i jednog antikvarka. I barioni i mezoni su hadroni, čestice sačinjene samo od kvarkova i/ili antikvarkova. Naziv barion dolazi iz grčkog βαρύς (barys), što znači "težak", jer se prije vjerovalo da imaju veće mase od drugih tvarnih čestica.

### Svojstva bariona
| Barion        | Oznaka | Kvarkovska građa | Električni naboj Q/e | Masa m (MeV/c²) | Vrijeme poluraspada | Spin | Izospin |
| ------------- | ------ | ---------------- | -------------------- | --------------- | ------------------- | ---- | ------- |
| Proton        | p      | uud              | 1                    | 938,3           | stabilan            | 1/2  | 1/2     |
| Antiproton    | p      | uud              | - 1                  | 938,3           |                     | 1/2  | - 1/2   |
| Neutron       | n      | udd              | 0                    | 939,6           | 880 s               | 1/2  | - 1/2   |
| Antineutron   | n      | udd              | 0                    | 939,6           |                     | 1/2  | 1/2     |
| Lambda barion | Λ0     | uds              | 0                    | 1 115,7         | 2,6 ∙ 10–10 s       | 1/2  | 0       |
| Sigma barion  | Σ+     | uus              | 1                    | 1 189,4         | 8 ∙ 10–11 s         | 1/2  | 1       |
| Sigma barion  | Σ0     | uds              | 0                    | 1 192,6         | 7,4 ∙ 10–20 s       | 1/2  | 1       |
| Sigma barion  | Σ-     | dds              | - 1                  | 1 197,45        | 1,5 ∙ 10–10 s       | 1/2  | 1       |
| Ksi barion    | Ξ0     | uss              | 0                    | 1 314,86        | 2,9 ∙ 10–10 s       | 1/2  | 1/2     |
| Ksi barion    | Ξ-     | dss              | - 1                  | 1 321,71        | 1,6 ∙ 10–10 s       | 1/2  | 1/2     |
| Delta barion  | Δ++    | uuu              | 2                    | 1 232           | 5,6 ∙ 10–24 s       | 3/2  | 3/2     |
| Omega barion  | Ω-     | sss              | - 1                  | 1 672,45        | 8,2 ∙ 10–11 s       | 3/2  | 3/2     |

## Hiperoni
Hiperon (grč. hiper: preko, iznad + [elektr]on) je subatomska čestica građena od 3 kvarka od kojih je barem jedan čudni (strani, s-kvark), a druga dva mogu biti obični kvarkovi koji čine protone i neutrone: gornji (u-kvark) i donji (d-kvark). Hiperoni su otkriveni u razdoblju od 1947. do 1964. Nazivani su po grčkim slovima: lambda hiperon (Λ0), 3 sigma hiperona (Σ+, Σ0 i Σ−), 2 ksi hiperona (Ξ0 i Ξ−) i 1, posljednji otkriveni, omega hiperon (Ω−). Imaju polucjelobrojni spin i pridržavaju se Fermi-Diracove statistike. Međudjeluju jakom nuklearnom silom. Njihovo je vrijeme poluraspada oko jedne desetinke nanosekunde, a najčešće se raspadaju na lakše hiperone, protone, neutrone i mezone (na primjer Ω− → Ξ0 + π− ili pion, Ξ0 → Λ0 + π0, Λ0 → p+ ili proton p+ + π−, Σ+ → n0 ili neutron + π+). Svaki od 7 hiperona ima odgovarajuću antičesticu.